# Aleksandr Makárov
Aleksandr Makárov (Kasimov, Rusia, 11 de febrero de 1951) es un atleta soviético retirado, especializado en la prueba de lanzamiento de jabalina en la que llegó a ser subcampeón olímpico en 1980.

## Carrera deportiva
En los JJ. OO. de Moscú 1980 ganó la medalla de plata en el lanzamiento de jabalina, llegando hasta los 89,64 metros, quedando tras su compatriota Dainis Kūla y por delante del alemán Wolfgang Hanisch.